# 399
Évszázadok: 3. század – 4. század – 5. század
Évtizedek: 340-es évek – 350-es évek – 360-as évek – 370-es évek – 380-as évek – 390-es évek – 400-as évek – 410-es évek – 420-as évek – 430-as évek – 440-es évek
Évek: 394 – 395 – 396 – 397 –  398 – 399 – 400 – 401 – 402 – 403 – 404

## Események

### Nyugat- és Keletrómai Birodalom
- Flavius Mallius Theodorust és Flavius Eutropiust választják consulnak.
- Tribigild, a Frígiában letelepedett osztrogótok parancsnoka fellázad, miután a konstantinápolyi udvarban nem az elvárt ceremóniával fogadták. Eutropius főminiszter Leo fővezért küldi ellene, majd miután az nem boldogul, a gót zsoldosvezért, Gainast nevezi ki a keletrómai hadak fővezérévé. Gainas azonban szövetkezik Tribigilddel és rábeszéli Arcadius császárt Eutropius lemondatására. Gainas csapataival befészkeli magát Konstantinápolyba, leváltatja a gótellenes tisztviselőket és kivégezteti a száműzött Eutropiust. Nyomására Arcadius engedélyezi hogy a gótok Trákiában telepedjenek le.
- A nyugatrómai Honorius császár bezáratja a gladiátoriskolákat.
- Meghal Siricius pápa. Utódjául I. Anastasiust választják.[1]

### Szászánida Birodalom
- IV. Bahrám királyt egy vadászaton eltalálja egy nyíl és halálosan megsebesül; feltehetően az elégedetlen arisztokraták gyilkolták meg. Utóda öccse, I. Jazdagird.

### Kína
- Fa-hszien az első kínai buddhista szerzetesként eljut Indiába hogy ott szent helyeket látogasson meg és szent szövegeket gyűjtsön. Utazásairól könyvet ír.
- Míg Murong Tö, a Déli Jen állam fejedelme hadjáraton van, Északi Jen árulás révén elfoglalja fővárosát. Az ország nélkül maradt Murong Tö megtámadja a Keleti Csin dinasztiát, meghódítja Csing tartományt (kb. a mai Santung középső és keleti része) és újjáalakítja államát.

## Születések
- január 19. – Szent Pulcheria bizánci császárnő

## Halálozások
- november 26. – Sziriciusz pápa
- IV. Bahrám, szászánida király
- Nintoku, japán császár
- Eutropius, keletrómai politikus
- Evagriosz Pontikosz, görög teológus
- Szent Fabiola, keresztény aszkéta

## Fordítás
- Ez a szócikk részben vagy egészben  a(z)   399 című angol Wikipédia-szócikk ezen változatának fordításán alapul.  Az eredeti cikk szerkesztőit annak laptörténete sorolja fel. Ez a jelzés csupán a megfogalmazás eredetét és a szerzői jogokat jelzi, nem szolgál a cikkben szereplő információk forrásmegjelöléseként.